# Mare (Mond)

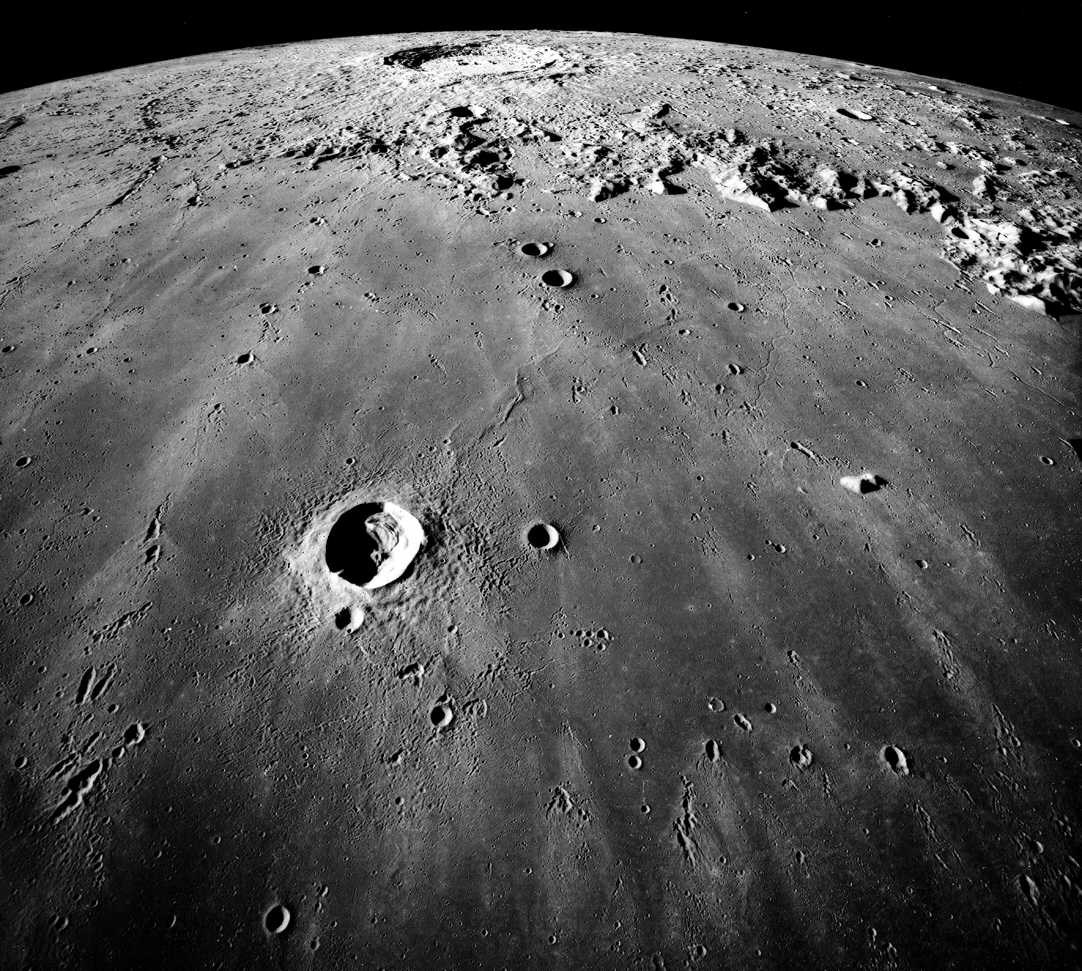
Mare Imbrium mit dem großen Kopernikuskrater am oberen Bildrand (Apollo 17, NASA)

Als Mare (lateinisch, „Meer“, Plural Mare oder lateinisch Maria mit Betonung auf der ersten Silbe) werden dunkle Tiefebenen des Mondes bezeichnet, die bei Betrachtung mit bloßem Auge das auffälligste Merkmal der Oberfläche bilden.
Eines der Meere wird aufgrund seiner besonders großen Fläche als Oceanus („Ozean“) bezeichnet: der Oceanus Procellarum.
Weiterhin gibt es Strukturen der Mondoberfläche, die kleiner sind als Maria, aber sonst dieselben Merkmale haben:
- Lacus (Plural: lacūs, „See“), kleinere Lavaebenen
- Palus (Plural: paludes, „Sumpf“), unklar umrissene Randbereiche größerer Ebenen
- Sinus (Plural: sinūs, „Bucht“), mehr oder minder kreisförmige Ausbuchtungen in einem Mare, entstanden meist durch Überflutung mit teilweiser Einebnung des Walls eines großen Kraters

## Verteilung
Insgesamt nehmen die Maria 16,9 % der Mondoberfläche ein, wobei die Verteilung sehr ungleichmäßig ist:
Auf der Vorderseite nehmen sie 31,2 % ein, auf der Rückseite nur 2,6 %. Die auffällige Gruppierung auf der erdnahen Seite liegt größtenteils in der Nordhälfte und bildet das volkstümlich so genannte „Mondgesicht“.

## Entstehung

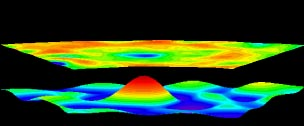
Das Gravitationsfeld des Mare Serenitatis (unten) sowie die Topographie (oben), das Mascon ist im Zentrum deutlich zu erkennen (NASA)

In der Frühzeit der Mondforschung hielt man die dunklen Flächen tatsächlich für Meere und wurden deshalb nach Giovanni Riccioli als Maria bezeichnet.
Tatsächlich sind die Maria erstarrte Lavadecken im Innern von kreisförmigen Becken und unregelmäßigen Einsenkungen. Die Krater sind vermutlich durch große Einschläge in der Frühphase des Mondes entstanden. Da in diesem Entwicklungsstadium der Mondmantel noch flüssig war, wurden ihre Böden anschließend von aufsteigendem Magma geflutet. Die Einschlagkörper veränderten das lokale Schwerefeld des Mondes und sind heute noch als sogenannte Mascons (von englisch mass concentration, „Massekonzentrationen“) erkennbar.
Die geringere Krustendicke der erdzugewandten Mondseite hat die Magmaaustritte gegenüber denen auf der Rückseite stark begünstigt. Die dunklen Maregesteine werden unverbindlich auch als Lunabas bezeichnet.
Die Maria sind von einer 2 bis 8 Meter dicken Regolithschicht bedeckt, die reich an Eisen und Magnesium ist.
Das Alter der dunklen Basalte beträgt 3,1 bis 3,8 Milliarden Jahre. Die Ebenen weisen nur wenige Krater auf und mit Ausnahme von diesen zeigen sie nur sehr geringe Höhenunterschiede von maximal 100 Metern. Zu diesen Erhebungen gehören die Dorsa. Diese sich flach aufwölbenden Rücken erstrecken sich über mehrere Dutzend Kilometer.

## Interaktive Karte
Auf diesem Foto des Mondes sind die größten Strukturen mit den entsprechenden Wikipedia-Einträgen verlinkt. Die Namen erscheinen neben dem Cursor.
Die Mondachse ist auf diesem Bild ungefähr 45 Grad nach links geneigt. Er erscheint also, wie man ihn in mittleren nördlichen Breiten nach seinem Aufgang im Osten beobachten kann.
Außer den Maria sind auch einige Krater und Gebirgszüge eingezeichnet.